# 大雙三斜三十二面體
在幾何學中，大雙三斜三十二面體是非凸均勻多面體中的一種星形多面體，其索引編號在均勻多面體中為U47、溫尼爾的多面體模型中為W87。大雙三斜三十二面體的對偶多面體為大三角六邊形二十面體。

## 性質
大雙三斜三十二面體共有32個面、60條邊和20個頂點，其32個面中包括了20個三角形和12個五邊形。每個頂點都是3個三角形和3個五邊形的公共頂點。
其外接球半徑為{\displaystyle {\frac {\sqrt {3}}{2}}}倍的邊長，巧合地，立方體的外接球半徑也是{\displaystyle {\frac {\sqrt {3}}{2}}}倍的邊長。
在施萊夫利符號的擴充表示法中，大雙三斜三十二面體可以用 a{5/2,3} 或c{3,5/2}來表示。在考克斯特記號中也能用或來表示，其中與是等價的。

## 相關多面體
| a{5,3}              | a{5/2,3}           | b{5,5/2}                        |
| =                   | =                  | node · 5 · node_h3 · 5-2 · node |
| ------------------- | ------------------ | ------------------------------- |
| 小雙三斜三十二面體  | 大雙三斜三十二面體 | 雙三斜十二面體                  |
| 正十二面體 （凸包） | 五複合立方體       |                                 |

### 對偶複合體
大三角六邊形二十面體與其對偶的複合體為複合大雙三斜三十二面體大三角六邊形二十面體。其共有52個面、120條邊和52個頂點，其尤拉示性數為-16，虧格為9，有20個非凸面，在威佐夫記號中以(3/2 | 3 5)表示。

## 外部連結
- 大雙三斜三十二面體的VRML模型：
- 埃里克·韦斯坦因. . MathWorld.